# Saunders-Roe SR.53
Сандерс-Ро SR.53 — британский высотный истребитель-перехватчик с комбинированной двухдвигательной силовой установкой. Основной двигатель жидкостный ракетный, используя его предполагалось осуществлять перехват высотной цели. Вспомогательный двигатель турбореактивный после израсходования запаса топлива основного двигателя, применялся для возвращения на аэродром и совершения посадки.

## Эксплуатанты
Великобритания
- Министерство снабжения